# Cetatea Namedy
Cetatea Namedy este amplasată în Andernach, Renania-Palatinat. Cetatea a fost întemeiată prin secolul XIV de familia patriciană von Hausmann, cetatea fiind înconjurată de un canal cu apă.

## Legături externe

Cetatea Namedy
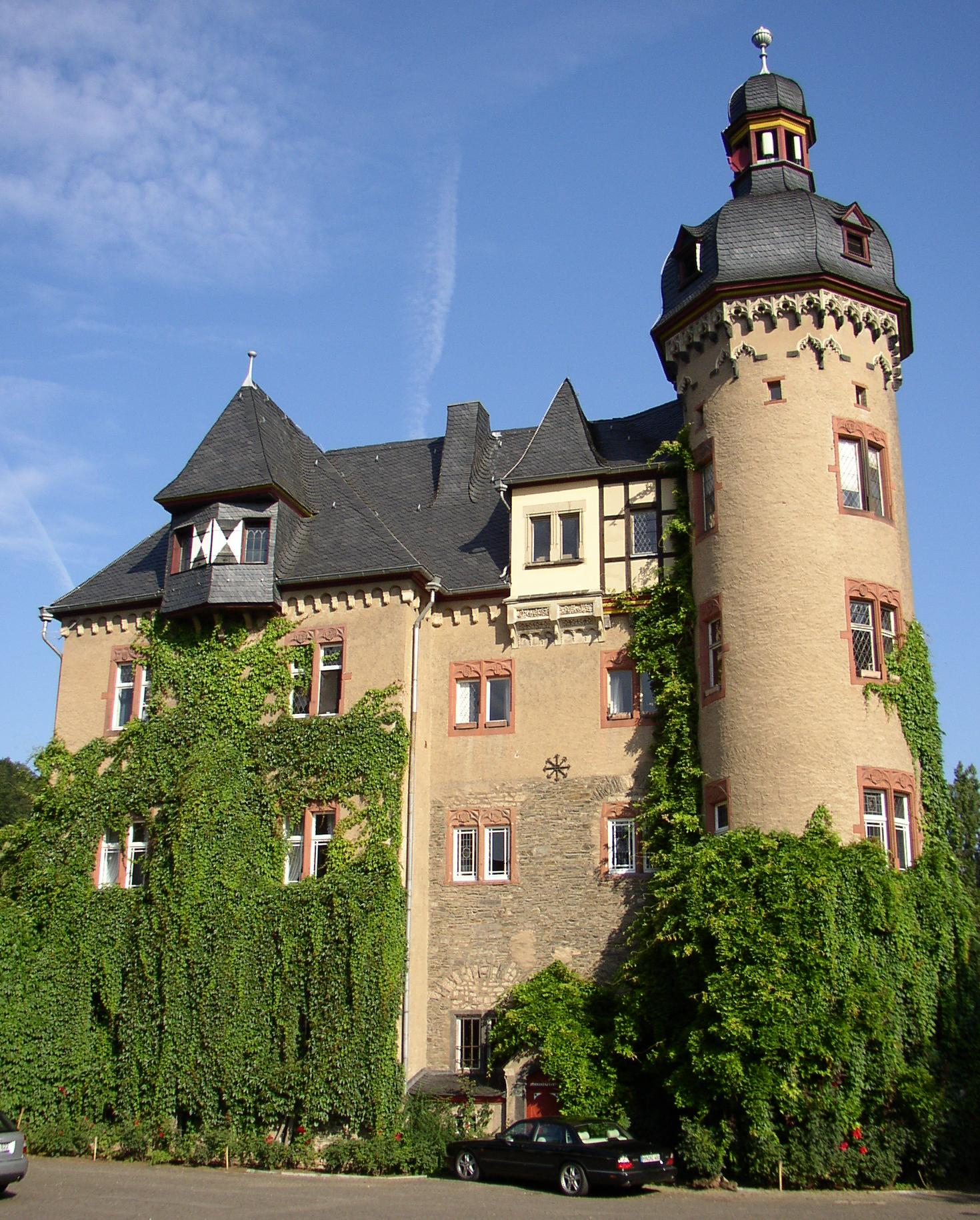
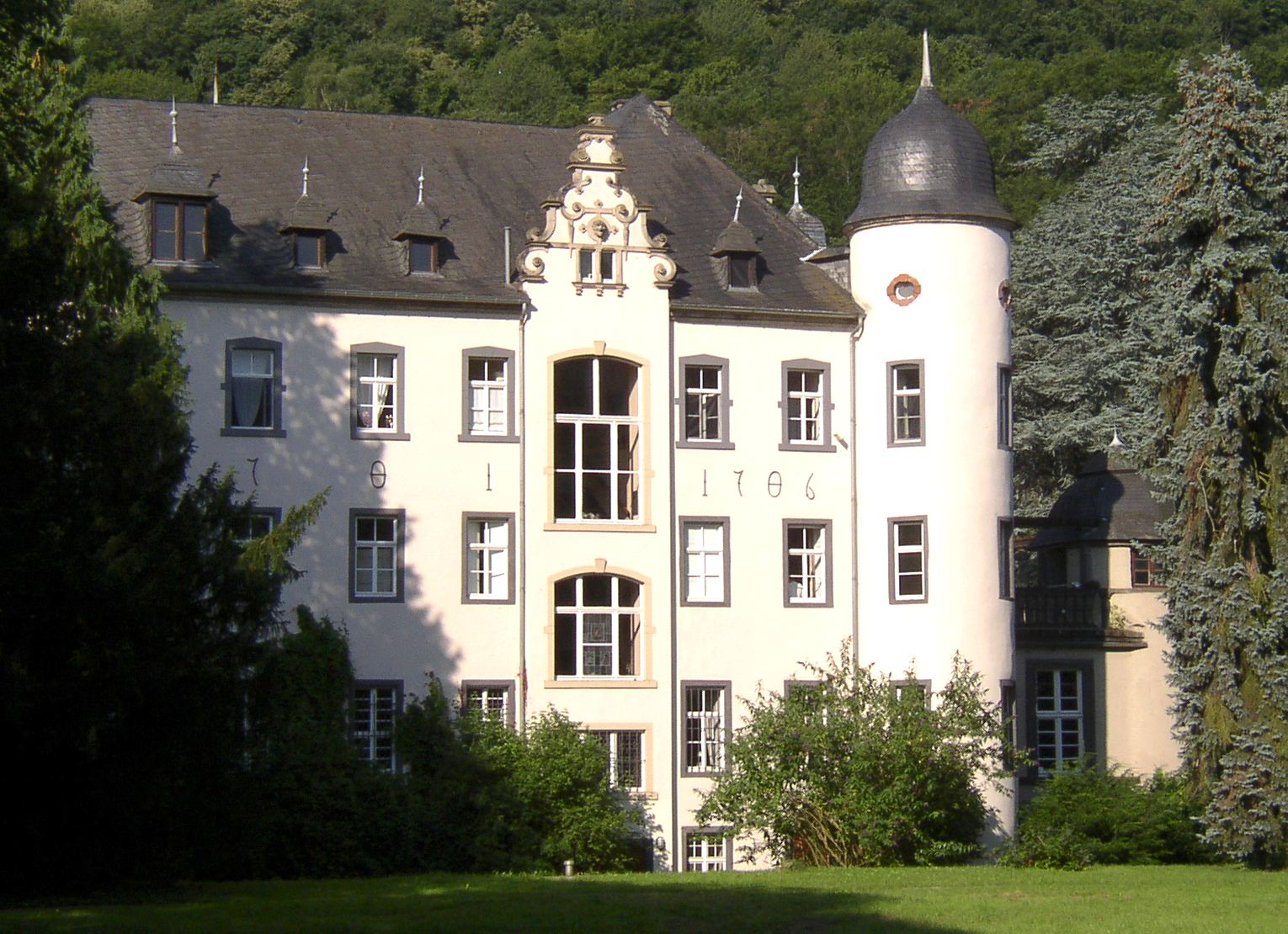
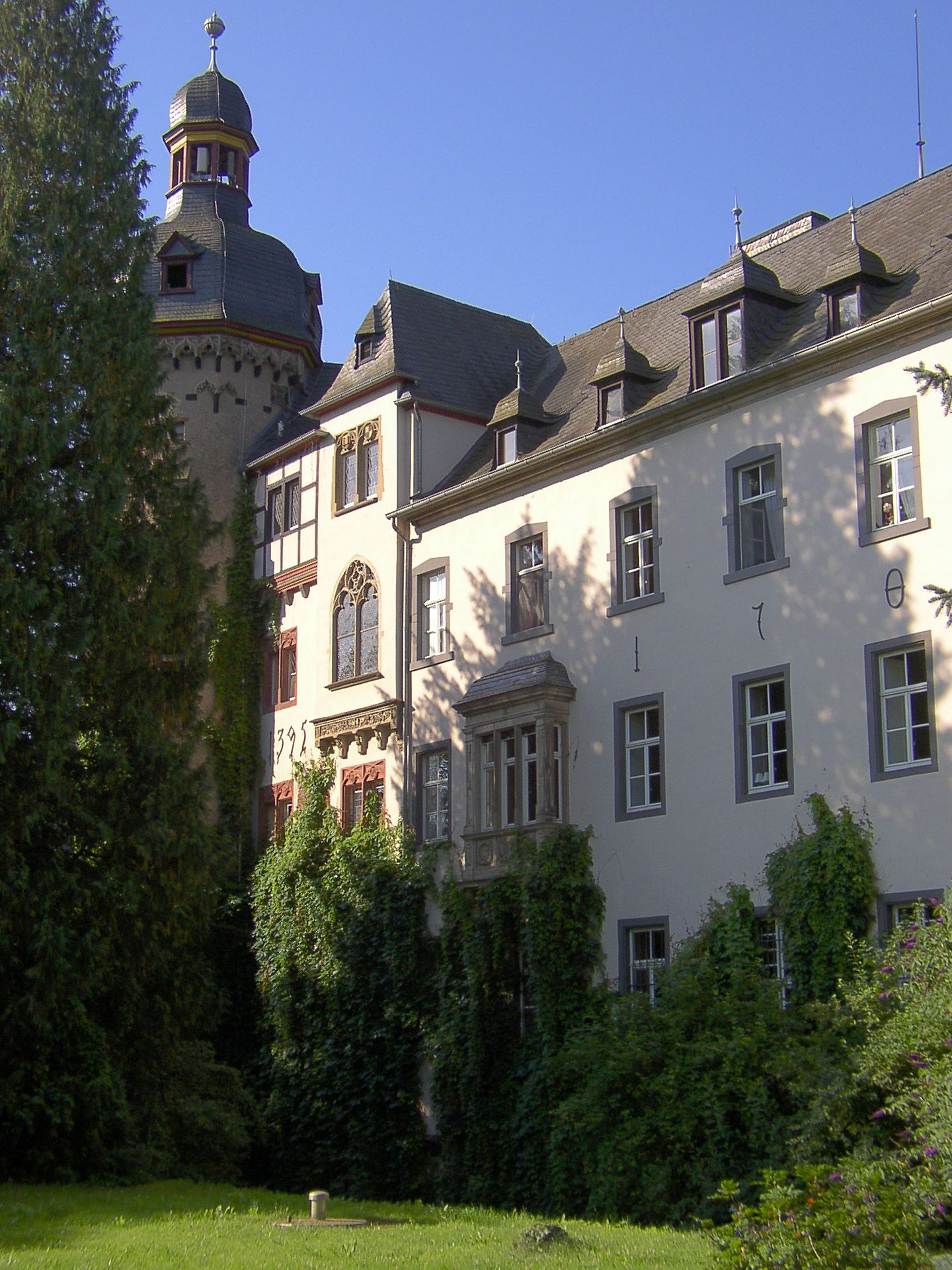